# برایت
برایت (به آلمانی: Breit) یک شهر در آلمان است که در برنکاستل-ویتلیش واقع شده‌است. برایت ۲۸۴ نفر جمعیت دارد.